# Étienne Mignot de Montigny
Pour les articles homonymes, voir Mignot.
Étienne Mignot de Montigny, né le 15 décembre 1714 à Paris où il est mort le 6 mai 1782, est un ingénieur-géomètre et géographe français, trésorier de France, conseiller du roi, grand voyer de la généralité de Paris.

## Biographie
Étienne Mignot de Montigny est le fils de Jean-François Mignot de Montigny, trésorier de France, et de Marie-Louise Gaillard. Il est le frère de la graveuse Louise Le Daulceur (1721–1755) et de Geneviève Éléonore Dejean de Manville (morte en 1749), et l'oncle d'Élisabeth Mélanie Le Daulceur (1746-1793), comtesse de Mellet, et de Françoise Éléonore Dejean de Manville, comtesse de Sabran, devenue en 1797 Mme de Boufflers. Il est le cousin des nièces et neveux de Voltaire, Marie Louise Mignot, dite Mme Denis, Marie Elisabeth Dompierre de Fontaine, François Mignot et Alexandre Jean des Aunais, dit Vincent Mignot, abbé.
Il s'est intéressé à la géométrie et à la mécanique dès son enfance. À 10 ans, obligé de garder son lit après s'être cassé une jambe, il démonte sa montre. Quand on lui demanda pourquoi il avait démonté sa montre, il répondit que c'était pour voir son âme, c'est-à-dire son principe de fonctionnement. Il a été élève au collège Louis-le-Grand des jésuites qui ont essayé de l'attirer dans leur ordre contre l'avis de son père. Ce dernier décida de le retirer du collège pour le soustraire à leur influence.
Dans les années 1730, il voyage en Angleterre, en Suisse et dans les campagnes françaises pour observer leurs industries textiles. À son retour, il est nommé commissaire du ministère du Commerce. Il est chargé de l’amélioration de l’industrie et du commerce par l'application des nouvelles inventions et machines. Il devient adjoint de l'Académie des Sciences en 1740 et membre en 1758. Il sera par ailleurs associé de l'Académie des Sciences de Prusse.
En 1766, sous la direction de l'Académie des Sciences, il publie avec César-François Cassini et Charles Étienne Louis Camus la Carte de la France.
Il est également l'auteur d'un ouvrage intitulé Instructions et avis aux habitans des provinces méridionales de la France, sur la maladie putride et pestilentielle qui détruit le bétail, paru en 1775, ainsi que de plusieurs rapports et mémoires sur des sujets divers. Son Voyage dans l'Orléanois, le Blésois, la Touraine, l'Anjou et la Bretagne, conservé à la Bibliothèque Mazarine, a été publié en partie par Henri Bourde de La Rogerie en 1925 sous les auspices de la Société d'histoire et d'archéologie de Bretagne.

## Publications
- Instruction et avis aux habitans des provinces méridionales de la France, sur la maladie putride et pestilentielle qui détruit le bétail [publié par ordre du Roi], Paris : Impr. royale, 1775, in-4°, VIII-128p.
- Méthode d’apprêter les cuirs et les peaux, telle qu’on la pratique à la Louisiane, s. l., [1780]
- Étienne Mignot de Montigny sur Gallica

### Mémoire de l'Académie royale des sciences
- Problèmes de dynamique, où l'on détermine les trajectoires et les vitesses d'une infinité de corps mis en mouvement autour d'un centre immobile, 1741, p. 280-291 (lire en ligne)
- Mémoire sur les Salines de Franche-Comté, sur les défauts des sels en pain qu'on y débite, et sur les moyens de les corriger,1762, p. 102-130 (lire en ligne)
- avec Du Hamel et Hellot, Sur les vapeurs inflammables qui se trouvent dans les mines, de charbon de terre de Briançon, 1763, p. 235-240 (lire en ligne)
- Mémoire sur la construction des aréomètres de comparaison, applicables au commerce des liqueurs spiritueuses & à la perception des droits imposés sur ces liqueurs, 1768, p. 435-459 (lire en ligne)
- avec Du Hamel, Le Roy, Tenon, Tillet et Lavoisier, Rapport fait à l'Académie royale des sciences, sur les prisons, le 17 mars 1780, 1780, p. 409-424 (lire en ligne)